# San Marcos de Sierra
San Marcos de Sierra est une municipalité du Honduras, située dans le département de Intibucá. La municipalité comprend 4 villages et 41 hameaux. San Marcos de Sierra est fondée en 1901.

## Source de la traduction
- (es) Cet article est partiellement ou en totalité issu de l’article de Wikipédia en espagnol intitulé « San Marcos de la Sierra » (voir la liste des auteurs).